# Yordi Teijsse
Yordi Angelo Teijsse (Amsterdam, 19 juli 1992) is een Nederlands voetballer die als aanvaller speelt. Hij is de tweelingbroer van Kenny Teijsse.

## Carrière
Teijsse speelde voor de amateurclubs RKSV Pancratius, Ter Leede en Quick Boys. In de zomer van 2016 vertrok hij naar het Schotse Dundee FC, dat hem in 2017 aan Wuppertaler SV verhuurde. Hierna kwam zijn profloopbaan ten einde en eind mei 2017 keerde hij terug bij Quick Boys als amateur. In maart 2018 werd hij uit de selectie gezet na een ruzie met assistent-trainer Dirk Kuyt.
Na het seizoen 2017-2018 liet Teijsse zijn contract bij Quick Boys ontbinden en tekende hij een contract bij het Amsterdamse AFC.
Op 20 april 2020 viel hij van een balkon van zes hoog naar beneden op een garagedak en raakte ernstig gewond. Hij speelt nu bij VV Unicum.

## Statistieken
| Seizoen                        | Club             | Land           | Competitie        | Competitie | Competitie | Beker | Beker | Totaal | Totaal |
| Seizoen                        | Club             | Land           | Competitie        | Wed.       | Dlp.       | Wed.  | Dlp.  | Wed.   | Dlp.   |
| ------------------------------ | ---------------- | -------------- | ----------------- | ---------- | ---------- | ----- | ----- | ------ | ------ |
| 2016/17                        | Dundee FC        | Schotland      | Premiership       | 9          | 0          | 2     | 1     | 11     | 1      |
| 2016/17                        | → Wuppertaler SV | Duitsland      | Regionalliga West | 12         | 2          | 0     | 0     | 12     | 2      |
| Carrièretotaal                 | Carrièretotaal   | Carrièretotaal | Carrièretotaal    | 21         | 2          | 2     | 1     | 23     | 3      |
| Bijgewerkt op 16 december 2017 |                  |                |                   |            |            |       |       |        |        |